# Boris Petrovič Šeremetěv
Boris Petrovič Šeremeťjev (5. května 1652 Moskva – 28. února 1719 Moskva) byl ruský vojenský velitel (vojvoda) během severní války, diplomat, jeden z prvních ruských polních maršálů. V roce 1706 byl jako první v historii Ruska povýšen na hraběte.

## Životopis

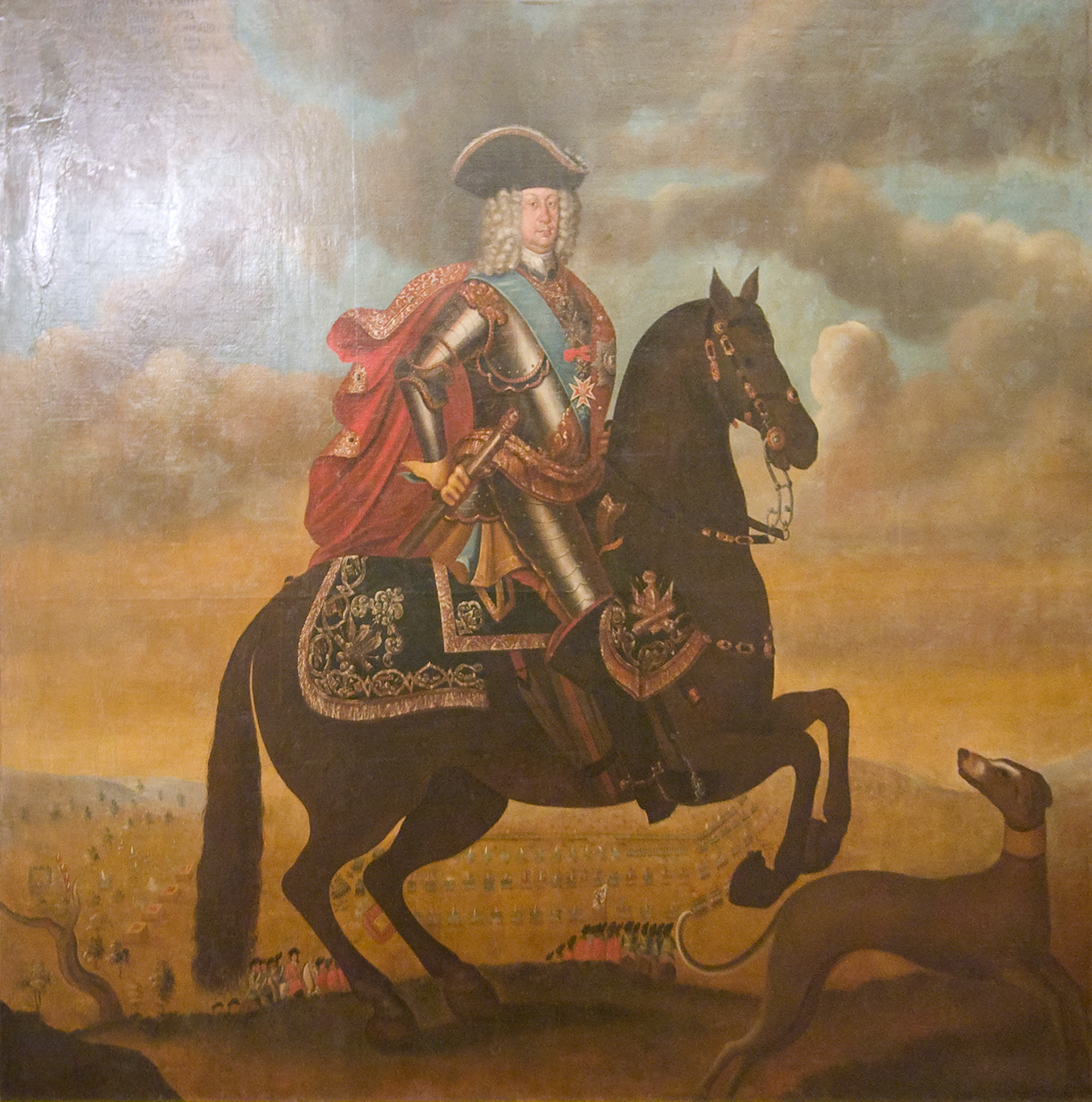
Jezdecký portrét Borise Šeremetěva

Narodil se ve staré rodině bojarů Šeremeťjevů. Ve věku 13 let byl jmenován stolníkem u dvora cara Alexeje I. Michajloviče. V roce 1681 byl guvernérem v Tambově a velel vojskům bojujícím proti Krymskému chanátu a v roce 1682 se stal bojarem. V letech 1685 až 1687 se účastnil jednání a uzavření smlouvy: trvalém míru z roku 1686 mezi Polskem a Rakouskem. Od konce roku 1687 velel armádám v Bělgorodu při obraně jižní hranice Ruska a účastnil se krymských tažení. Po nástupu cara Petra I. v roce 1689 nabyl významná postavení. Podílel se spolu s Ivanem Mazepou na válce proti Turecku v 90. letech 16. století. Během azovských kampaní v letech 1695 až 1696 velel vojskům na řece Dněpr v akcích proti krymským Tatarům. V letech 1697 až 1699 vykonával diplomatické úkoly v Polsku, Rakousku, Itálii a na Maltě. V roce 1698 vyslal car Petr I. Šeremeťjevovu delegaci na Maltu, aby sledovala výcvik a schopnosti maltézských rytířů a jejich flotilu. Boris Šeremeťjev také zkoumal možnost budoucích společných vojenských operací s rytíři, včetně akcí proti Turkům a možnosti budoucí ruské námořní základny. Během Velké severní války (1700–1721) se ukázal jako schopný, ale opatrný a pomalý vojevůdce. Po většinu války sloužil jako vrchní velitel a nejvyšší důstojník ruské armády. V roce 1700 se připojil k ruské armádě při jejím útoku na Narvu po vypuknutí Velké severní války, ale švédský král Karel XII. jej vrátil zpět na pozice v Estonsku. Poté se stal velitelem ruských sil bojujících se švédskými armádami v pobaltských provinciích. V Livonsku vedl několik vítězných bitev proti švédským vojskům, v roce 1702 bitvě u Erestferu v roce porazil švédského generála Wolmara Antona von Schlippenbacha a opětovně v bitvě u Hummelshofu, následně obsadil Aluskne (Marienburg). V Marienburgu zajal Martu Skowrońskou, budoucí carevnu Kateřinu I. V roce 1703 dobyl území Ingrii. V roce 1705 byl poslán carem Petrem I. do Astrachaně, aby potlačil povstání. Podle nejvyššího dekretu z roku 1706 byl polní maršál Boris Šeremeťjev jako první v Rusku povýšen se svými potomky na hraběte, jeho syn Michal Borisovič Šeremeťjev obdržel hodnost plukovníka astrachaňského pěšího pluku. V roce 1712 se podruhé oženil. Zemřel v roce 1719.

## Rodina
Boris Petrovič Šeremeťjev byl třikrát ženatý a měl celkem 8 dětí – 3 syny a 5 dcer:
1. Jevdokija Alexejevna Chirikova († 1703)
- Žofie Borisovna (1671–1694), provdána za prince Semjona Nikitiče Urusova
- Michail Borisovič (1672–1714), generálmajor
- Anna Borisovna (1673–1726), provdána za hraběte Ivana Fjodoroviče Golovina

2. Taťjana Petrovna Lopuchina
- Petr Borisovič (1713–1788)

3. Anna Petrovna Naryškina, rozená Saltykovová (1677 / 1686–1728)
- Natalia Borisovna (1714–1771), jedna z prvních ruských spisovatelek, provdána za I. A. Dolgorukova
- Sergej Borisovič (1715–1768)
- Věra Borisovna (1716–1789), provdána za tajného radu Fjodora Avramoviče Lopuchina (1697–1757)
- Kateřina Borisovna (1717–1799), v roce 1749 se provdala za Alexeje Vasiljeviče Urusova (1722–1796)